# Sydney Christian
Sydney Christian QC (* 1935 in Antigua und Barbuda; † Januar 2017 ebenda) war ein aus Antigua und Barbuda stammender Jurist und Politiker des Progressive Labour Movement. Von 1971 bis 1976 vertrat er den Wahlkreis St. John’s City South im Repräsentantenhaus von Antigua und Barbuda.

## Leben
Geboren als Sohn eines Rechtsanwalts studierte Christian Rechtswissenschaften und erhielt 1962 seine Anwaltszulassung in seinem Heimatland. Seine politische Karriere begann er 1971 als ihn das Progressive Labour Movement für die Unterhauswahl als Kandidat für den neu geschaffenen Wahlkreis St. John’s City South aufstellte. Er konnte sich gegen seine Mitbewerber durchsetzen und wurde mit 57,48 % der Stimmen gewählt. Bei den Unterhauswahlen 1976 trat er erneut an, unterlag aber gegen den Kandidaten der Antigua Labour Party Christopher O’Mard. Gegen diesen unterlag er bei den Unterhauswahlen 1980 erneut.